# Eudarcia diarthra
Eudarcia diarthra is een vlinder uit de familie van de Meessiidae. Deze soort is voor het eerst wetenschappelijk beschreven als Leptochersa diarthra door Edward Meyrick in een publicatie uit 1919.
De soort komt voor in Guyana.